# Tambourin (danse)
Pour les articles homonymes, voir Tambourin.
Le tambourin est une danse traditionnelle d'origine provençale, de mesure binaire. Elle est accompagnée au galoubet et au tambourin (ce terme désignant ici un tambour à deux peaux en fût, et non le tambour sur cadre actuel), d'où son nom.

## Historique
Le tambourin apparaît pour la première fois au théâtre en 1706, dans la tragédie lyrique Alcyone de Marin Marais. 
Jean-Philippe Rameau l'utilisera dans son second livre de clavecin (1724), puis dans Les Indes galantes (1735), Castor et Pollux (1737), Les Fêtes d'Hébé (1739, ce tambourin est en fait la transcription de celui de 1724) et Platée (1745).
En 1735, Louis-Claude Daquin publie un Tambourin dans son Premier Livre de clavecin. De même, Pancrace Royer publie dans son unique livre de pièces de clavecin (1746) deux petits tambourins (20 et 16 mesures, sans compter les reprises) qu'il avait composés dans un premier temps comme élément de son opéra Le Pouvoir de l'amour (1743).
La danse reste en vogue durant tout le XVIIIe siècle et, d'après Jean-Georges Noverre, ses meilleures interprètes sont Marie-Anne de Camargo et Marie Allard.
Parmi les autres occurrences du tambourin au XVIIIe siècle, citons les opéras Alcina de Haendel et Iphigénie en Aulide de Gluck.
Avec celui de Rameau, un des plus célèbres tambourins, pour flûte et orchestre, est dû à François-Joseph Gossec, de son divertissement-lyrique Le Triomphe de la République, ou le Camp de Grandpré (1794).